# Mercury 13

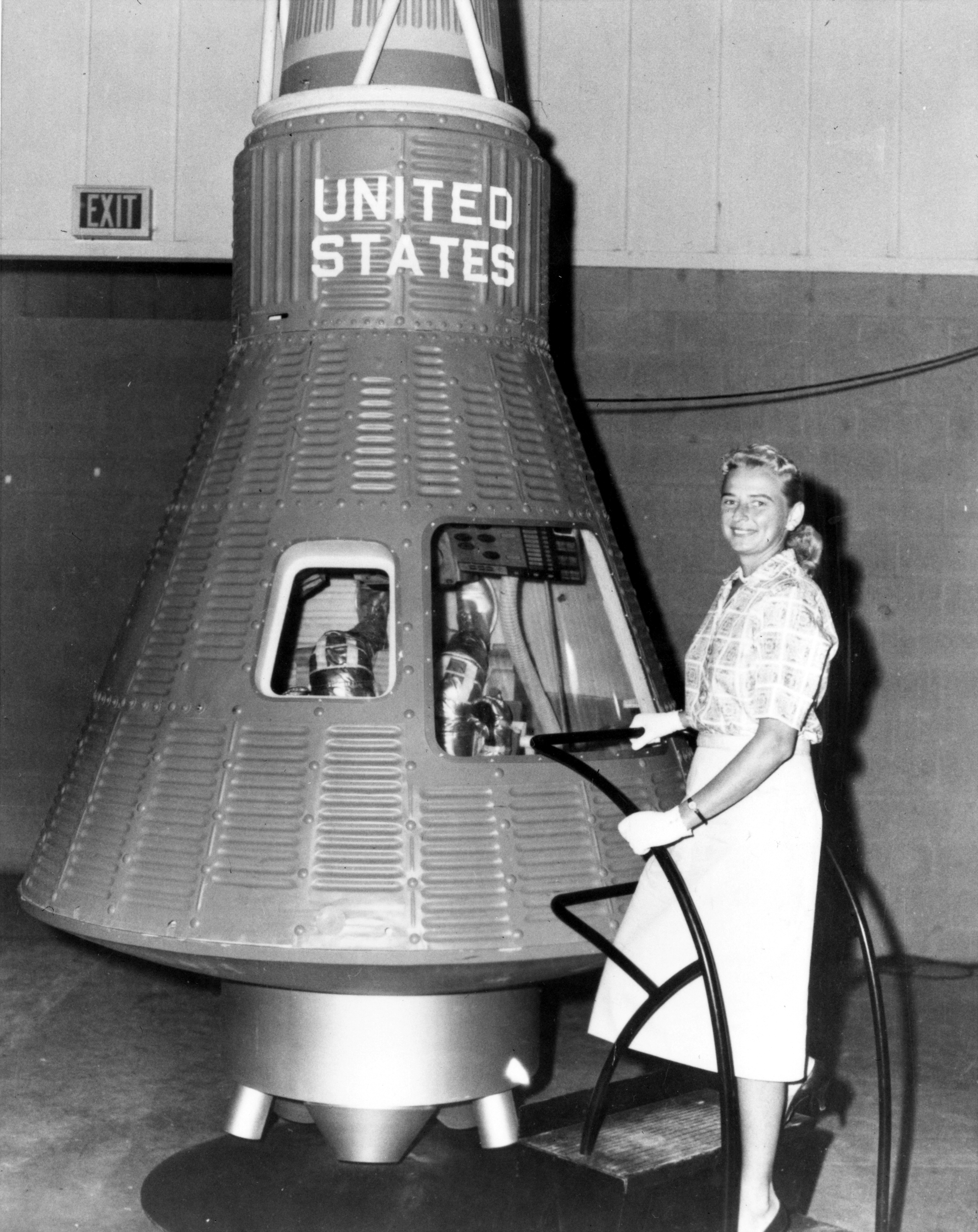
Jerrie Cobb accanto a una capsula Mercury

Il programma spaziale denominato Mercury 13 (o Fellow Lady Astronaut Trainees) fu svolto, negli Stati Uniti d'America, all'inizio degli anni sessanta, ad iniziativa del ricercatore William Randolph Lovelace II, che aveva predisposto i test medici per la selezione degli astronauti per la NASA. Esso prevedeva la selezione e l'addestramento di donne come pilota per le prime missioni astronautiche statunitensi. Alcuni ricercatori guardavano con interesse alle astronaute in quanto erano piccole, pesavano meno, respiravano meno ossigeno e quindi erano potenzialmente più adatte per i voli spaziali. In tredici superarono gli esami e furono battezzate Mercury 13.
Il termine fu coniato nel 1959 dal produttore di Hollywood James Cross come confronto con il nome del Mercury Seven dato agli astronauti maschi selezionati; tuttavia, le Mercury 13 non facevano parte del programma degli astronauti della NASA, non volarono mai nello spazio e non si incontrarono mai collettivamente. Il programma Mercury fu il primo programma statunitense a prevedere missioni spaziali con equipaggio. È stato attivo tra il 1958 e il 1963, con l'obiettivo di mettere un uomo in orbita attorno alla Terra.
Negli anni sessanta alcune donne hanno fatto pressione sulla Casa Bianca e sul Congresso per l'inclusione delle donne nel programma degli astronauti, arrivando persino a comparire davanti a una commissione congressuale. Clare Boothe Luce scrisse un articolo per rivista Life pubblicizzando le donne e criticando la NASA.

## Storia
William Randolph Lovelace II, ex chirurgo di volo e successivamente presidente del Comitato consultivo speciale della NASA per le scienze della vita, ha contribuito a sviluppare i test per gli astronauti maschi della NASA e si è incuriosito di sapere come le donne avrebbero affrontato gli stessi test. Nel 1960, Lovelace e il generale di brigata Donald Flickinger invitarono Geraldyn "Jerrie" Cobb a sottoporsi alle stesse rigorose sfide degli uomini.
Cobb, già una pilota esperta, è diventata la prima donna americana (e l'unica del Mercury 13) a sottoporsi e a passare tutte e tre le fasi di test. Lovelace e Cobb hanno reclutato altre 19 donne per sostenere i test, finanziati dal marito della aviatrice di fama mondiale Jacqueline Cochran. Tredici delle donne hanno superato gli stessi test del Mercury 7. Alcuni sono state squalificate a causa di anomalie cerebrali o cardiache. I risultati sono stati annunciati in una conferenza a Stoccolma.

### Background delle candidate
Tutte le candidate erano esperte pilote; Lovelace e Cobb esaminarono i registri di oltre 700 pilote al fine di selezionare le candidate, e non invitarono nessuna persona con meno di 1.000 ore di esperienza di volo. Alcuni di esse possono essere state reclutate attraverso le Ninety-Nines, un'organizzazione di pilote di cui faceva parte anche Cobb. Alcune donne hanno risposto dopo aver sentito parlare dell'opportunità attraverso gli amici. Jerrie Cobb aveva diecimila ore di volo, il doppio di John Glenn quando diventò il primo astronauta americano in orbita. Questo gruppo di donne, che Jerrie Cobb ha chiamato le First Lady Astronaut Trainees (FLAT), ha accettato la sfida di essere testato per un programma di ricerca.

### Test
Poiché i medici non sapevano che cosa gli astronauti avrebbero sperimentato nello spazio, i test andavano dal tipico, raggi X e controlli fisici. all'atipico, come un test in cui le donne dovevano inghiottire un tubo di gomma per poter valutare i loro succhi gastrici. I medici hanno testato i riflessi nel nervo ulnare degli avambracci della donna usando la scossa elettrica. Per indurre vertigini, veniva spruzzata acqua ghiacciata nelle orecchie, ghiacciando l'orecchio interno in modo da permettere ai medici di controllare la velocità di recupero. Le donne sono state spinte all'esaurimento usando cyclette appositamente pesate per testare la loro respirazione. Si sono sottoposte a molti altri test invasivi e scomodi. Per il dottor D. Kilgore, membro del comitato di valutazione, i risultati ottenuti dalle donne erano altrettanto buoni e talvolta superiori a quelli raggiunti dagli uomini.

### Le 13
Alla fine, tredici donne hanno superato gli stessi esami fisici della Fase I che la Fondazione Lovelace aveva sviluppato come parte del processo di selezione degli astronauti della NASA. Quelle tredici donne lo erano:
- Myrtle Cagle
- Jerrie Cobb
- Janet Dietrich e Marion Dietrich[3]
- Wally Funk
- Sarah Gorelick Ratley
- Jane Briggs Hart
- Jean Hixson
- Rhea Hurrle Allison Woltman
- Gene Nora StumboughJessen
- Irene Leverton
- Jerri Sloan Hamilton Truhill
- Bernice Trimble Steadman

Jane Hart era la più anziana candidata, a 41 anni, e madre di otto figli. Wally Funk, era la più giovane, a 23 anni. Marion e Janet Dietrich erano sorelle gemelle.
Il 20 luglio 2021, Wally Funk, che faceva parte del gruppo originale, effettuerà, all'età di 82 anni, un viaggio nello spazio insieme a Jeff Bezos, fondatore di Amazon, e suo fratello Mark Bezos, diventando di fatto la persona più anziana ad andare nello spazio.

### Test supplementari
Alcune donne hanno effettuato test supplementari. Jerrie Cobb, Rhea Hurrle e Wally Funk si sono recate a Oklahoma City per la Fase II del test, che consisteva in un test di isolamento e in valutazioni psicologiche. Tuttavia, a causa di altri impegni familiari e professionali, non tutte le donne sono state in grado di sottoporsi a questi test. Invece, dopo che Cobb aveva superato i test della Fase III (esami aeromedici avanzati con attrezzature militari e aerei a reazione), il gruppo si apprestava a riunirsi a Pensacola alla Scuola Navale di Medicina dell'Aviazione per fare altrettanto. Due delle donne hanno lasciato il loro posto di lavoro per potervi partecipare. Pochi giorni prima dei test, però, le donne ricevettero telegrammi che cancellarono bruscamente il test a Pensacola. Senza una richiesta ufficiale della NASA di effettuare i test, la Marina degli Stati Uniti non avrebbe consentito l'uso delle sue strutture per un progetto non ufficiale.
Si sostiene talvolta che Funk abbia completato anche la terza fase di test, ma l'affermazione è fuorviante. In seguito all'annullamento delle prove, ha trovato il modo di continuare ad essere testata. Ha completato la maggior parte dei test di Fase III, ma solo qua e là come poteva, non come parte di un programma specifico. Cobb ha superato tutti gli esercizi di allenamento, classificandosi tra i primi 2% di tutti i candidati astronauti di entrambi i sessi.

## Commissione della Camera d'ascolto sulla discriminazione sessuale
Jerrie Cobb volò immediatamente a Washington D.C. per cercare di far riprendere il programma di test. Lei e Janey Hart hanno scritto al presidente John Fitzgerald Kennedy e hanno incontrato il vicepresidente Lyndon B. Johnson. Infine, il 17-18 luglio 1962, il rappresentante Victor Anfuso ha convocato audizioni pubbliche dinanzi a una sottocommissione speciale della commissione della Camera per la scienza e l'astronautica. È significativo che le audizioni abbiano esaminato la possibilità di una discriminazione di genere due anni prima che la Civil Rights Act del 1964 lo rendesse illegale, facendo di queste audizioni un indicatore di come le idee sui diritti delle donne permeassero il discorso politico ancor prima che fossero sancite dalla legge.
Cobb e Hart hanno testimoniato i benefici del progetto privato di Lovelace. Jacqueline Cochran minò in gran parte la loro testimonianza, parlando delle sue preoccupazioni che l'istituzione di un programma speciale per addestrare una donna astronauta potesse danneggiare il programma spaziale. Il rappresentante della NASA George Low e gli astronauti John Glenn e Malcolm Carpenter hanno testimoniato che secondo i criteri di selezione della NASA le donne non potevano qualificarsi come candidate astronaute. Glenn credeva anche che "Il fatto che le donne non siano in questo campo sia un fatto del nostro ordine sociale". Hanno correttamente affermato che la NASA richiedeva a tutti gli astronauti di essere laureati in programmi di pilotaggio di jet militari e di possedere lauree in ingegneria, sebbene John Glenn avesse ammesso di essere stato assegnato al Mercury Project della NASA senza aver conseguito la laurea richiesta. Nel 1962, le donne erano ancora escluse dalle scuole di addestramento dell'Aeronautica Militare, quindi nessuna donna americana poteva diventare collaudatrice di jet militari. Nonostante il fatto che molti dei Mercury 13 fossero stati impiegati come collaudatori civili, e molti avessero un tempo di volo notevolmente maggiore rispetto ai candidati astronauti maschi (anche se non in jet ad alte prestazioni, come gli uomini), la NASA si rifiutò di prendere in considerazione la possibilità di concedere un'equivalenza per le loro ore negli aerei ad elica. Sebbene alcuni membri della sottocommissione fossero favorevoli alle argomentazioni delle donne, a causa di questa disparità di esperienze non è stato possibile intraprendere alcuna azione.
L'assistente esecutivo del vicepresidente Lyndon B. Johnson, Liz Carpenter, ha scritto una lettera all'amministratore della NASA James E. Webb mettendo in discussione questi requisiti, ma Johnson non ha inviato la lettera, scrivendola invece sopra: "Fermiamoci qui!"

## Attenzione da parte dei media
Il progetto di test per donne, finanziato privatamente, ricevette una rinnovata attenzione da parte dei media quando la cosmonauta Valentina Tereshkova divenne la prima donna nello spazio il 16 giugno 1963. In risposta, Clare Boothe Luce pubblicò un articolo su Life criticando la NASA e i responsabili politici americani. Includendo le fotografie di tutte le tredici finaliste di Lovelace, ha realizzato i nomi di tutte e tredici le donne apertamente per la prima volta (tuttavia, una notevole copertura mediatica aveva già messo in luce alcune delle partecipanti).

## Prima astronauta americana

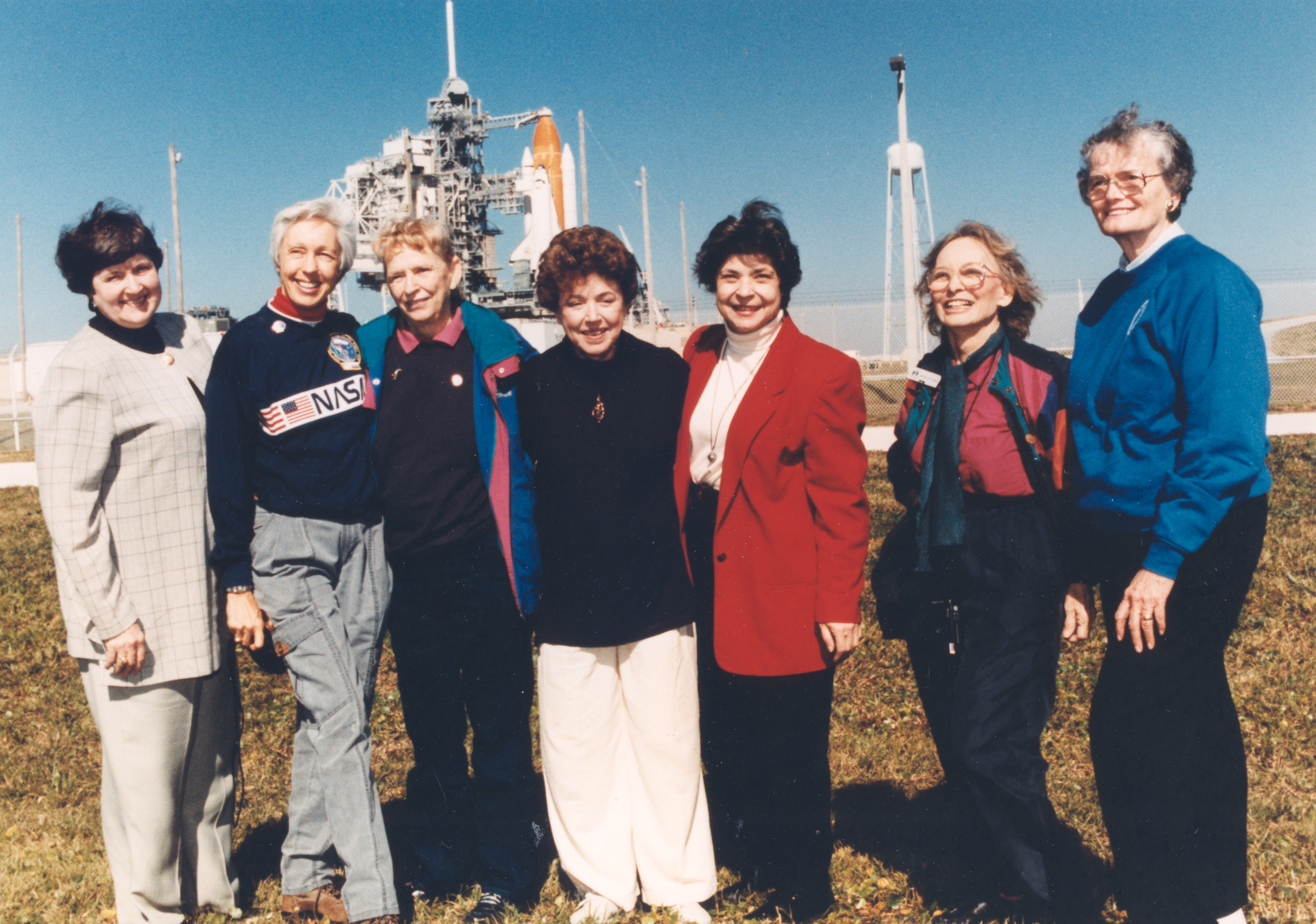
Sette First Lady Astronaut Trainees che hanno assistito al lancio della STS-63 (da sinistra): Gene Nora Jessen, Wally Funk, Jerrie Cobb, Jerri Truhill, Sarah Rutley, Myrtle Cagle e Bernice Steadman.

Sebbene sia Cobb che Cochran abbiano fatto appelli separati per anni per riavviare un progetto di test per astronaute donne, l'agenzia spaziale civile statunitense non ha selezionato alcun candidato femminile fino alla selezione del NASA Astronaut Group 8 nel 1978, che ha selezionato gli astronauti per il programma operativo Space Shuttle. L'astronauta Sally Ride divenne la prima donna americana nello spazio nel 1983 durante la STS-7 e Eileen Collins fu la prima donna a pilotare lo Space Shuttle durante la STS-63 nel 1995. Collins è stata anche la prima donna a comandare una missione Space Shuttle durante la STS-93 nel 1999. Nel 2005 ha comandato il ritorno della NASA alle missioni di volo, la STS-114. Su invito di Collins, sette finaliste ancora vive hanno partecipato al suo primo lancio, dieci delle FLAT hanno partecipato alla sua prima missione di comando e ha portato con sé souvenir per quasi tutte.

## Premi e riconoscimenti
- Nel maggio 2007, le otto membri superstiti del gruppo hanno ottenuto il dottorato onorario dalla University of Wisconsin-Oshkosh.[12]
- Alle Mercury 13 è stato assegnato l'Adler Planetarium Women in Space Science Award nel 2005.[13]

## Nella cultura di massa
- Il numero 1 del fumetto Marvel "Captain Marvel (2012)" presenta un partecipante immaginario delle Mercury 13 di nome Helen Cobb come uno delle eroine di Carol Danvers.[14]
- Un episodio della serie ABC The Astronaut Wives Club contiene un resoconto fittizio delle FLAT.
- Un documentario di Netflix.[15][16]